# Eyre (fleuve)
Pour les articles homonymes, voir Eyre.
L'Eyre ou la Leyre est un fleuve côtier des Landes de Gascogne, prenant sa source dans le département des Landes et se jetant dans le bassin d'Arcachon, en Gironde. Il existe deux manières de le présenter :
- soit comme un fleuve « bicéphale » (la Grande Leyre et la Petite Leyre, formant l'Eyre)[2].
- soit comme la confluence à  Moustey de la Grande Leyre, son cours principal et de la Petite Leyre, son principal affluent.

Le nom de son cours inférieur, l'Eyre correspond à l'usage populaire. La forme Leyre est affectée d'une agglutination de l'article, un phénomène fréquent en hydronymie.

## Géographie
La longueur de son cours est de 115,9 km .
Le bassin de l'Eyre correspond pour l'essentiel aux limites du parc naturel régional des Landes de Gascogne (départements des Landes et de la Gironde). Il traverse la Grande Lande et le Pays de Buch.
Ce sont les eaux de la nappe phréatique peu profonde qui remontent et affleurent en de multiples sources, donnant naissance à la Leyre :
- la Grande Leyre naît du drainage du marais du Platiet, au sud-ouest de Sabres.
- la Petite Leyre se forme entre Luxey et Retjons.

La Petite Leyre, calme à eau claire, et la Grande Leyre, impétueuse et à eau foncée, confluent au « Hourc d'Eyre » à Moustey pour former l’Eyre qui va se jeter dans le bassin d’Arcachon (département de la Gironde).
Son delta couvre 3 000 ha et se déploie dans le bassin d'Arcachon. Cette vaste mosaïque de marais, de roselières et de prés salés accueille chaque année des centaines de milliers d'oiseaux migrateurs et sédentaires. La réserve ornithologique du Teich, inscrite dans le delta sur une superficie de 120 ha, offre un habitat à 300 espèces.

### Départements et communes traversées
- Landes : Luglon, Sabres, Commensacq, Trensacq, Pissos, Moustey, Saugnac-et-Muret,
- Gironde : Belin-Béliet, Lugos, Salles, Mios, Le Teich, Biganos.

### Principaux affluents
- Ruisseau de l'Escamat (rd[note 2]), 19,7 km
- Petite Leyre 49.8 km, qui se forme au sud de Luxey
- Canal du Taston : 9.5 km
- Ruisseau de Nahouns : 9.1 km
- Ruisseau de Laste : 17.2 km
- Ruisseau de Mougnocq : 8 km
- Ruisseau de Cantegrit : 8.7 km
- Ruisseau du Mourdouat : 9.9 km
- Ruisseau du Mourcaou : 8.7 km
- Ruisseau de Richet : 11.4 km
- Ruisseau de Castera : 21 km
- Ruisseau de Labinaoue : 9.8 km
- Ruisseau de Bouron : 13.2 km
- Ruisseau de Paillasse : 14.3 km
- Ruisseau des Esclaures : 10 km
- Ruisseau de l'Ile : 11 km
- Ruisseau de Lacanau : 30 km

## Historique

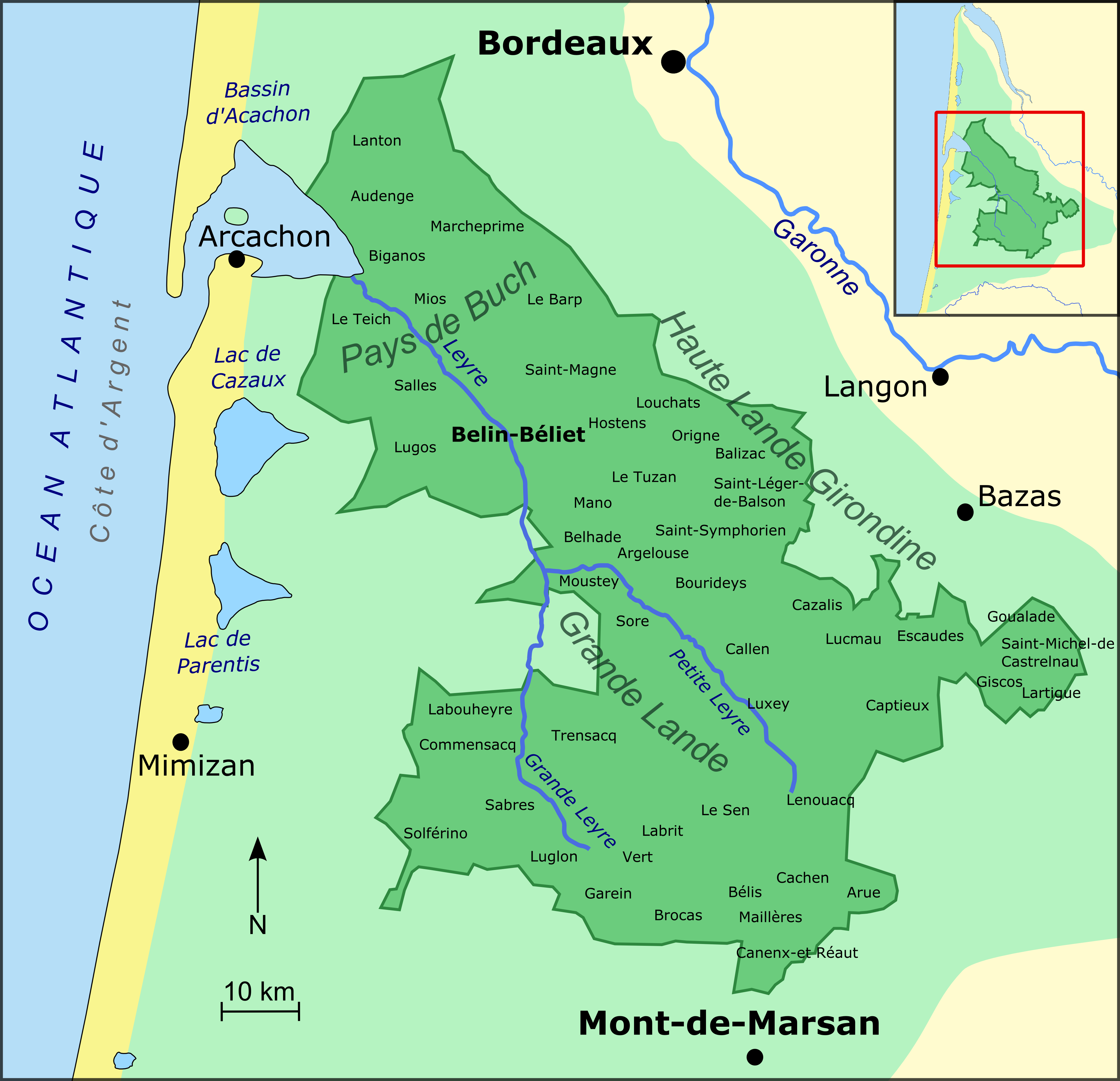
Carte du Parc Naturel Régional des Landes de Gascogne

Lors de la création des départements français en 1790, il avait été proposé de créer un immense département, de forme triangulaire, recouvrant l'actuel massif forestier des Landes de Gascogne (à l'époque étendue sableuse effectivement recouverte de landes) et dénommé Eyre. Au lieu de cela, les Landes de Gascogne ont été découpées et réparties entre les départements de la Gironde, des Landes et du Lot-et-Garonne.
Au début du XIXe siècle, le bassin de la Leyre se présente sous la forme d'étendues inondables, entrecoupées de marais, de prairies, de bois de feuillus, de bosquets, de pins perdus et un invisible réseau d'affluents, au milieu d'un paysage de lande rase dédiée au pacage de milliers de moutons gardés par des bergers landais chaussés d'échasses pour mieux les surveiller.
Au fil du siècle, avec la généralisation de la plantation du pin maritime voulue par la loi du 19 juin 1857 relative à l'assainissement et de mise en culture des Landes de Gascogne, la Leyre est utilisée pour le flottage du bois et ses affluents accueillent forges, fonderies, verreries, piscicultures, moulins.
À partir des années 1960, livrée à elle-même, la Leyre s'est peu à peu dissimulée sous un tunnel d'arbres protecteurs : la forêt galerie, alors que tout autour, elle est cernée par le plus grand massif forestier cultivé d'Europe. De nos jours, le rôle économique et social de cette forêt galerie n'est pas négligeable : elle accueille en effet des activités économiques (pisciculture, location de canoës, sylviculture familiale) et c'est un lieu qui reste apprécié des riverains et visiteurs pour la diversité des loisirs qu'il offre (promenades, chasse, pêche, sport, découverte de l'environnement) et le microclimat frais pendant l'été.

### Archéologie
Les bords de l'Eyre et de ses affluents sont un terrain de fouilles archéologiques majeur de la région Aquitaine, notamment aux alentours de Belin-Beliet et Mios, et il n'est ainsi pas rare de retrouver, charriés par le courant, des restes de poteries témoignant d’une occupation humaine autour de la vallée de l’Eyre durant la Protohistoire,.

### Nautisme
L'itinéraire nautique de la Leyre est inscrit au Plan départemental des espaces sites et itinéraires de sport de nature (dans les départements des Landes et de la Gironde), dans le cadre d'une politique du développement maîtrisé et respectueux de l'environnement des sports de nature. C'est donc une rivière qui se découvre idéalement en canoë, avec ou sans guide. La base de Mexico, située sur un airial de 7 hectares à Commensacq, est le lieu d'embarquement le plus en amont.

### Étymologie
Eyre (Eira en gascon) est un hydronyme aquitanique. Sa variante Leyre est due à une agglutination de l'article, phénomène fréquemment rencontré sur les noms de cours d'eau (ex. le Lot), au moment de fixer comme nom propre ce qui n'était qu'un nom commun.
L'étymologie, qui sous-tend la graphie, est discutée.
Jaques Ragot s'appuie sur un texte gascon du XIVe siècle : " Et si bros o car qui angue et passe Leyra deu dar dos deneys et mealha "  à savoir : " Et le tombereau (à 2 roues) ou le char (à 4 roues) qui se présente pour passer Leyre doit donner deux deniers et maille ". Il y voit une absence d'article plutôt qu'un oubli de l'apostrophe. Mais son principal argument était sa volonté d'y voir un homonyme local de la Loire (anciennement Liger). De ce point de vue, niger donne en gascon nere. Leyre appellerait plutôt un *Laria.
Dans les Landes, le son -uei- se réduit à -ei-, ce qui autorise également :
- une interprétation de Leyre\Leira par loeira 'loutre'.
- un étymon *uaria pour l'Eyre.

Simin Palay opte pour la première solution, applicable également à la Loyre (Corrèze). Mais cela fait penser à une étymologie populaire.
Le Docteur Peyneau rappelle : « on dit dans le patois local : descendre, traverser l'Eyre, comme on dit : descendre, traverser l'Adour… »
Enfin, les noms de lieux comme Eyres-Moncube (40) ou la Craste de l'Eyron (Lacanau, 33) confirment l'existence d'un mot *Eyre, du substrat aquitanique, signifiant simplement 'eau', d’après la spécialiste de toponymie gasconne Bénédicte Boyrie-Fénié.

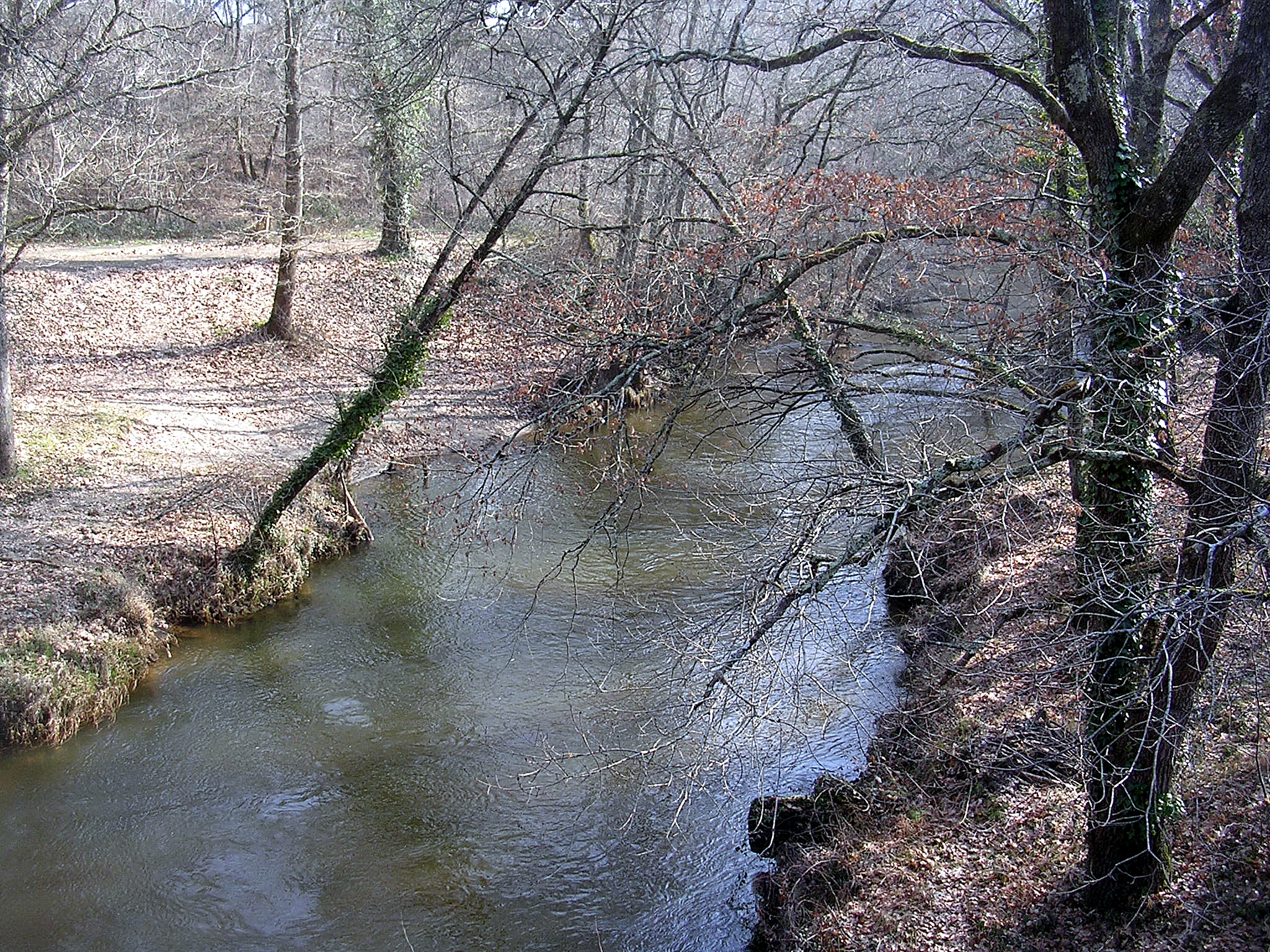
La Grande Leyre, à Moustey
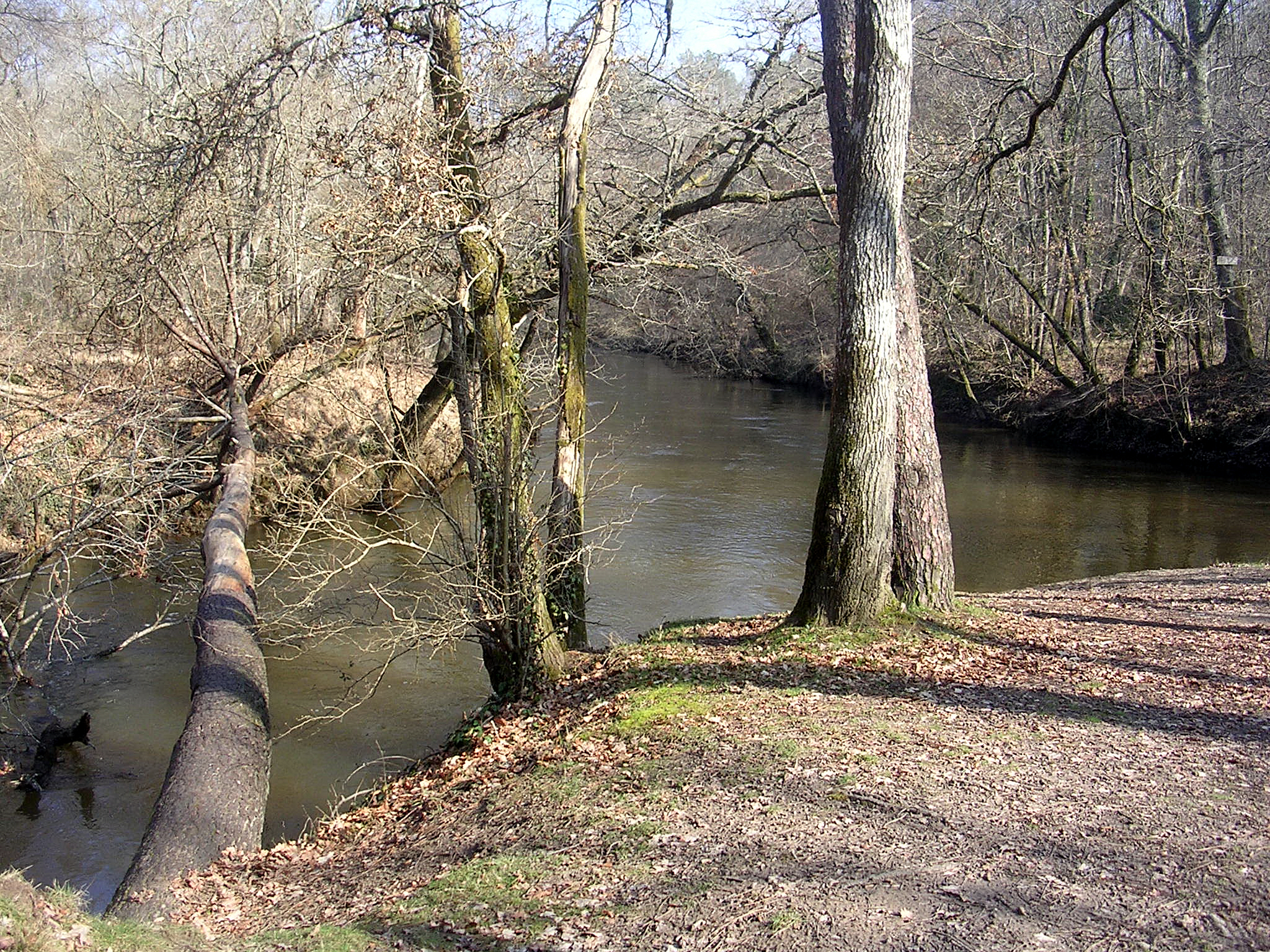
La confluence des deux Leyre (la Grande à gauche, la Petite à droite) au « Hourc d'Eyre » à Moustey
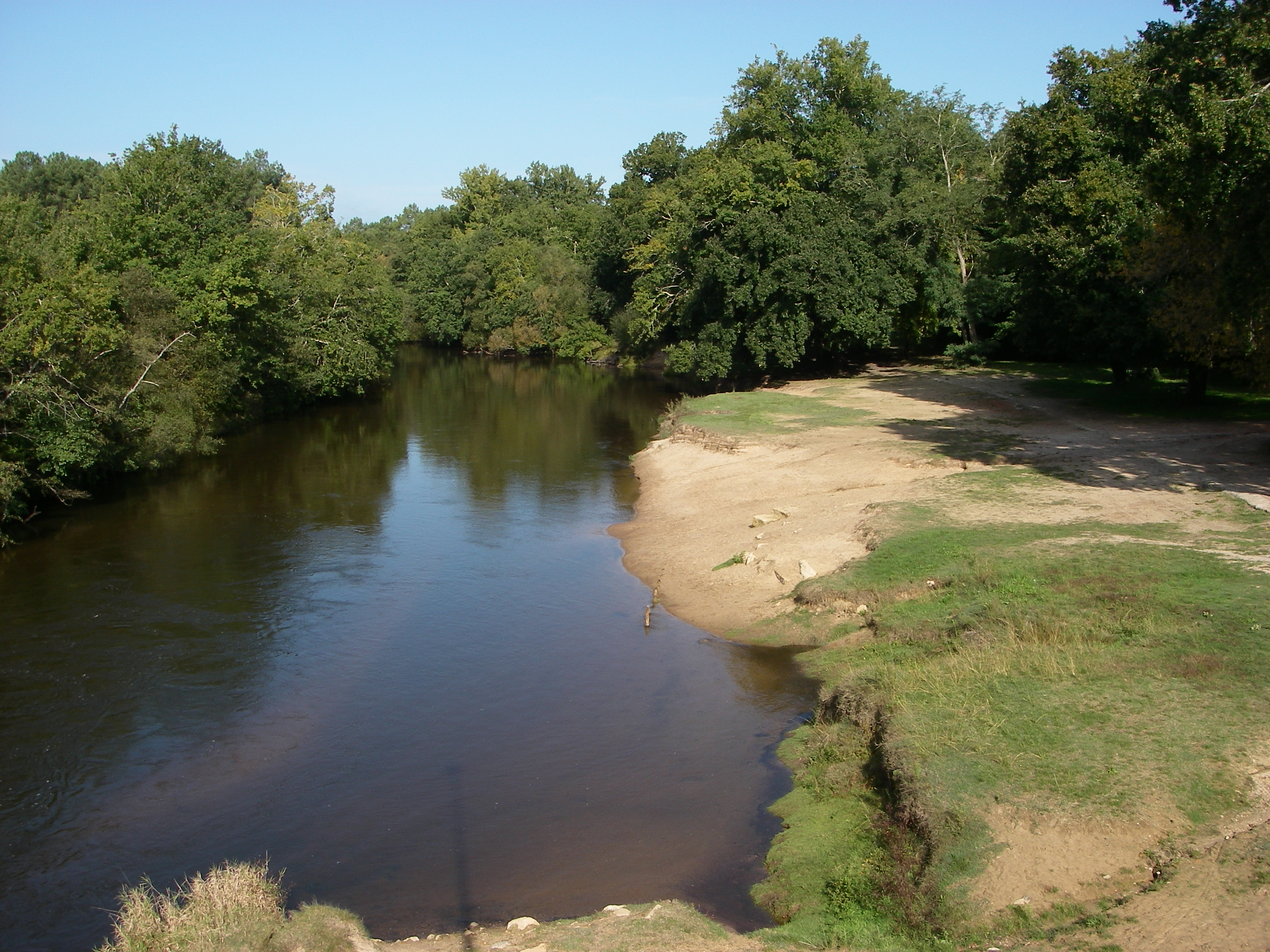
L'Eyre au niveau du pont de Mios (D 216)

## Hydrologie
Son régime hydrologique est dit pluvial océanique.
Le débit du fleuve est très irrégulier, car dans cette région les étés sont chauds et orageux, donc une faible profondeur due aussi aux fortes chaleurs très courantes (37 degrés fréquents) faisant diminuer le débit. Les hivers sont doux mais aussi assez humides avec des épisodes pluvieux parfois intenses et venteux occasionnant une montée soudaine de la Leyre. Tout de même, les débordements sont très rares car l’eau en trop est vite absorbée par le sable très réputé des Landes.

### Qualité de l'eau
L'eau du fleuve est impropre à la consommation, de sa source à son delta, pour les raisons suivantes :
- la forte teneur en fer des sols locaux en fait une eau très ferrugineuse, qui se reconnaît sur les rives et dans les forages artisanaux des riverains à sa couleur rouge[11].
- la salinité de l'eau augmente jusqu'à ce qu'elle devienne saumâtre au niveau de son delta, en raison de la proximité du bassin d'Arcachon.

Bien qu'elle ne soit pas potable, l'eau de l'Eyre est propre, limpide, et baignable. Des plages et bases nautiques son aménagées le long de son cours, comme à Mios ou Salles.

## Intérêt écologique
Le bassin de l'Eyre reste un milieu privilégié :
- son lit creusé dans le sable est parcouru par des eaux transparentes et fauves[13] ;
- ses rives sont bordées d'arbres formant une forêt de feuillus, dont les branches se rejoignent au-dessus du cours d'eau, d'où l'appellation de « forêt galerie » (ou même de « petite Amazone »)[13].

### Le delta de la Leyre
Après 80 km de parcours à travers la lande, l'Eyre mélange ses eaux douces aux eaux salées du bassin d'Arcachon. Elle se transforme à cet endroit en un dédale de chenaux, de bras et de ruisseaux qui forment un delta de 3 000 ha, majoritairement recouvert de champs de roseaux. Plus en aval, en avançant dans le bassin, les joncs et les salicornes forment des prés salés où des milliers d'oiseaux trouvent refuge et nourriture. C'est pour assurer leur protection que le parc ornithologique du Teich a été aménagé sur 120 hectares.

Situé sur l’une des voies de migration les plus importantes d’Europe, le delta est constitué, d'amont en aval, d'une mosaïque de prairies et de boisements inondables, d’espaces endigués, de roselières, de prés salés, de lacs de tonne, de bancs sableux et de vasières sillonnés de nombreux chenaux.
Le delta de la Leyre a été inclus dans la liste des zones humides d’importance internationale. En 2011, il a été inscrit sur la liste des sites Ramsar de France.S'y trouve l'habitat du vison d'Europe, celui de l'anguille et de plusieurs juvéniles de poissons ainsi que celui de passereaux comme le gorge-bleue à miroir blanc.
Le delta offre des conditions favorables à l’escale ou l’hivernage d’oiseaux migrateurs : la moitié des effectifs de bernaches cravants de France hiverne sur la partie maritime du delta.

### Forêt galerie
Jusque dans les années 1960, la Leyre est largement bordée de prairies. Délaissées pour une agriculture plus moderne, celles-ci ont évolué en une forêt de feuillus, dite forêt galerie. Ce tunnel végétal forme une forêt de transition entre la rivière d'un côté et la forêt cultivée de pins maritimes ou les zones agricoles de l'autre. Étroite en amont du fait de l'encaissement de la rivière, elle s'élargit jusqu'à un kilomètre dans la partie moyenne de la vallée.
Partie prenante de la vie de la rivière, la forêt amortit les crues et limite le transport des matières en suspension. Elle participe au maintien des berges du cours d'eau grâce au système racinaire de sa végétation.

### Espèces végétales
Cette forêt est constituée principalement de chênes, aulnes, saules, etc. Son microclimat frais et sa luminosité douce favorisent l'apparition d'une flore riche et souvent originale composée de nénuphars, de renoncules aquatiques, ou d'espèces plus rares comme l'osmonde royale ou le droséra à feuilles rondes.

### Espèces animales
Depuis son apparition, cette forêt de feuillus est également devenue un habitat pour de nombreuses espèces, dont certaines sont en voie de disparition, comme la loutre d'Europe, le vison d'Europe, la cistude, la genette ou les chauves-souris, qui trouvent une nourriture variée et un couloir pour se déplacer.
Au milieu de la rivière, l'eau est claire et peu profonde et le sable prédomine. C'est ici que séjourne le flet, discret par son mimétisme, et que naissent les larves de lamproies. Sur les bords, là où les eaux sont plus vaseuses, s'implantent des herbiers aquatiques et s'entrelacent des branches d'arbres, caches idéales pour de nombreuses espèces de poissons, telles que les brochets (notamment le brochet aquitain), goujons, vandoises, vairons, anguilles, etc.

## Protection
Le plan d'eau de la Leyre et les berges du lieudit « le lavoir » sur le territoire de la commune de Mios sont depuis le 16 septembre 1942 devenus un Site naturel classé.
Le parc naturel régional des Landes de Gascogne, créé par arrêté du 16 octobre 1970, suit les vallées de la Grande Leyre et de la Petite Leyre (son nom d'origine est d'ailleurs « parc régional des vallées de la Leyre et du val de l'Eyre »).
Le val de l'Eyre est Site naturel inscrit par arrêté du 22 juin 1973 pour une superficie de 27.665,7 hectares. 588 ha de la zone inondable de la basse vallée de l'Eyre font l'objet d'un inventaire ZNIEFF de type 1 en 1983. 23600 ha des vallées de la grande et de la petite Leyre font l'objet d'un inventaire ZNIEFF de type 2 en 1984.
Les vallées de la grande et de la petite Leyre sont un site classé Natura 2000 (proposition SIC en mars 1999).
Le delta de la Leyre a été inscrit en 2011 sur la liste la convention de Ramsar.  
En 2017, la Grande Leyre a été entièrement labellisée « site rivières sauvages », soit un total de 55,4 km, ce qui constitue l'un des plus longs tronçons distingués par le label.